# FCW Florida Tag Team Championship
El FCW Florida Tag Team Championship fue un campeonato por equipos de lucha libre profesional de la Florida Championship Wrestling (FCW), empresa manejada por la WWE. Fue creado en febrero de 2008, y sus primeros campeones fueron The Puerto Rican Nightmares.

## Historia
En 2008, el territorio de desarrollo de la WWE, la Florida Championship Wrestling, decidió crear unos campeonatos de parejas. Para ello, celebró un torneo de ocho equipos. La final fue entre The Puerto Rican Nightmares (Eddie Colón & Eric Pérez) y Steven Lewington & Heath Miller, saliendo ganadores los primeros. El título se mantuvo activo hasta el 14 de agosto de 2012, cuando todos los campeonatos de la FCW fueron desactivados al cambiarse el nombre de FCW a NXT Wrestling. Sus últimos campeones fueron Rick Victor & Brad Maddox.

## Lista de campeones
| Luchadores:                                                              | Reinados juntos: | Derrotaron a:                                     | Fecha:                   | Lugar:                   |
| ------------------------------------------------------------------------ | ---------------- | ------------------------------------------------- | ------------------------ | ------------------------ |
| The Puerto Rican Nightmares (Eddie Colón (1) & Eric Pérez (1))           | 1                | Steven Lewington & Heath Miller                   | 23 de febrero de 2008    | Port Richey, Florida     |
| Nick Nemeth (1) & Brad Allen (1)                                         | 1                | Puerto Rican Nightmares                           | 22 de marzo de 2008      | Port Richey, Florida     |
| Puerto Rican Nightmares (Eddie Colón (2) & Eric Pérez (2))               | 2                | Nemeth & Allen                                    | 15 de abril de 2008      | Port Richey, Florida     |
| The Empire (Drew McIntyre (1) & Stu Sanders (1))                         | 1                | Puerto Rican Nightmares                           | 7 de mayo de 2008        | Port Richey, Florida     |
| Puerto Rican Nightmares (Eddie Colón (3) & Eric Pérez (3))               | 3                | The Empire                                        | 17 de julio de 2008      | Tampa, Florida           |
| Nick Nemeth (2) & Gavin Spears (1)                                       | 1                | Eddie Colón & Eric Pérez                          | 17 de agosto de 2008     | New Port Richey, Florida |
| Heath Miller (1) & Joe Hennig (1)                                        | 1                | Scotty Goldman & Kafu y Nic Nemeth & Gavin Spears | 11 de septiembre de 2008 | Tampa, Florida           |
| The New Hart Foundation (DH Smith (1) & TJ Wilson (1))                   | 1                | Sebastian Slater & Joe Hennig                     | 30 de octubre de 2008    | Tampa, Florida           |
| James Curtis (1) & Tyler Reks (1)                                        | 1                | DH Smith & TJ Wilson                              | 11 de diciembre de 2008  | Tampa, Florida           |
| The Dudebusters (Caylen Croft (1) & Trent Beretta (1))                   | 1                | Tyler Reks                                        | 30 de abril de 2009      | Tampa, Florida           |
| PJ Black (1) & Kris Logan (1)                                            | 1                | The Dudebusters                                   | 23 de julio de 2009      | Tampa, Florida           |
| Bo Rotundo (1) & Duke Rotundo (1)                                        | 1                | Justin Angel & Kris Logan                         | 23 de julio de 2009      | Tampa, Florida           |
| The Dudebusters (Caylen Croft (2), Trent Barreta (2) & Curt Hawkins (1)) | 1                | The Rotundos                                      | 19 de noviembre de 2009  | Tampa, Florida           |
| The Fortunate Sons (Joe Hennig (2) & Bret DiBiase (1))                   | 1                | Croft & Barreta                                   | 14 de enero de 2010      | Tampa, Florida           |
| The Usos (Jimmy (1) & Jules (1))                                         | 1                | The Fortunate Sons                                | 13 de marzo de 2010      | Crystal River, Florida   |
| Los Aviadores (Dos Equis (1) & Hunico (1))                               | 1                | The Usos                                          | 3 de junio de 2010       | Tampa, Florida           |
| Kaval(1) & Michael McGillicutty(3) Antes "Joe Hennig"                    | 1                | Los Aviadores                                     | 15 de julio de 2010      | Tampa, Florida           |
| Los Aviadores (Epico(2) & Hunico (2))                                    | 2                | Kaval & McGillicutty                              | 16 de julio de 2010      | Sebring, Florida         |
| Johnny Curtis (2) & Derrick Bateman (1)                                  | 1                | Los Aviadores                                     | 13 de agosto de 2010     | Tampa, Florida           |
| Wes Brisco (1) & Xavier Woods (1)                                        | 1                | Curtis & Bateman                                  | 4 de noviembre de 2010   | Tampa, Florida           |
| Vacante                                                                  | N/A              | Debido a una lesión de Brisco                     | 2 de diciembre de 2010   | N/A                      |
| Titus O'Neill (1) & Damien Sandow (1)                                    | 1                | Xavier Woods & Mason Ryan                         | 3 de diciembre de 2010   | Plant City, Florida      |
| Seth Rollins (1) & Richie Steamboat (1)                                  | 1                | Titus O'Neill & Damien Sandow                     | 25 de marzo de 2011      | Miami, Florida           |
| Calvin Raines (1) & Big E Langston (1)                                   | 1                | Seth Rollins & Richie Steamboat                   | 19 de mayo de 2011       | Miami, Florida           |
| CJ Parker (1) & Donny Marlow (1)                                         | 1                | Calvin Raines & Big E Langston                    | 21 de julio de 2011      | Tampa, Florida           |
| Brad Maddox (1) & Briley Pierce (1)                                      | 1                | CJ Parker & Donny Marlow                          | 3 de noviembre de 2011   | Tampa, Florida           |
| Bo Rotundo (2) & Husky Harris (2)                                        | 2                | Brad Maddox & Briley Pierce                       | 2 de febrero de 2012     | Tampa, Florida           |
| Corey Graves (1) & Jake Carter (1)                                       | 1                | Husky Harris & Bo Rotundo                         | 15 de marzo de 2012      | Tampa, Florida           |
| Mike Dalton (1) & Leakee (1)                                             | 1                | Corey Graves & Jake Carter                        | 16 de junio de 2012      | Palatka, Florida         |
| CJ Parker (2) & Jason Jordan (1)                                         | 1                | Mike Dalton & Leakee                              | 13 de julio de 2012      | Punta Gorda, Florida     |
| Rick Victor (1) & Brad Maddox (2)                                        | 1                | CJ Parker & Jason Jordan y The Ascension          | 29 de julio de 2012      | Melbourne, Florida       |
| Desactivados                                                             | N/A              | Debido a que la FCW se volvió la NXT Wrestling    | 14 de agosto de 2012     | N/A                      |

## Reinados más largos
| Equipo                        | Días | Fecha en que ganaron    | Fecha en que perdieron  | Notas             |
| ----------------------------- | ---- | ----------------------- | ----------------------- | ----------------- |
| Tyler Reks & Johnny Curtis    | 140  | 11 de diciembre de 2008 | 30 de abril de 2009     | Su primer reinado |
| Bo Rotundo & Duke Rotundo     | 119  | 23 de julio de 2009     | 19 de noviembre de 2009 | Su primer reinado |
| Titus O'Neill & Damien Sandow | 112  | 3 de diciembre de 2010  | 25 de marzo de 2011     | Su primer reinado |
| CJ Parker & Donny Marlow      | 105  | 21 de julio de 2011     | 3 de noviembre de 2011  | Su primer reinado |
| Corey Graves & Jake Carter    | 93   | 15 de marzo de 2012     | 16 de junio de 2012     | Su primer reinado |

## Mayor cantidad de reinados

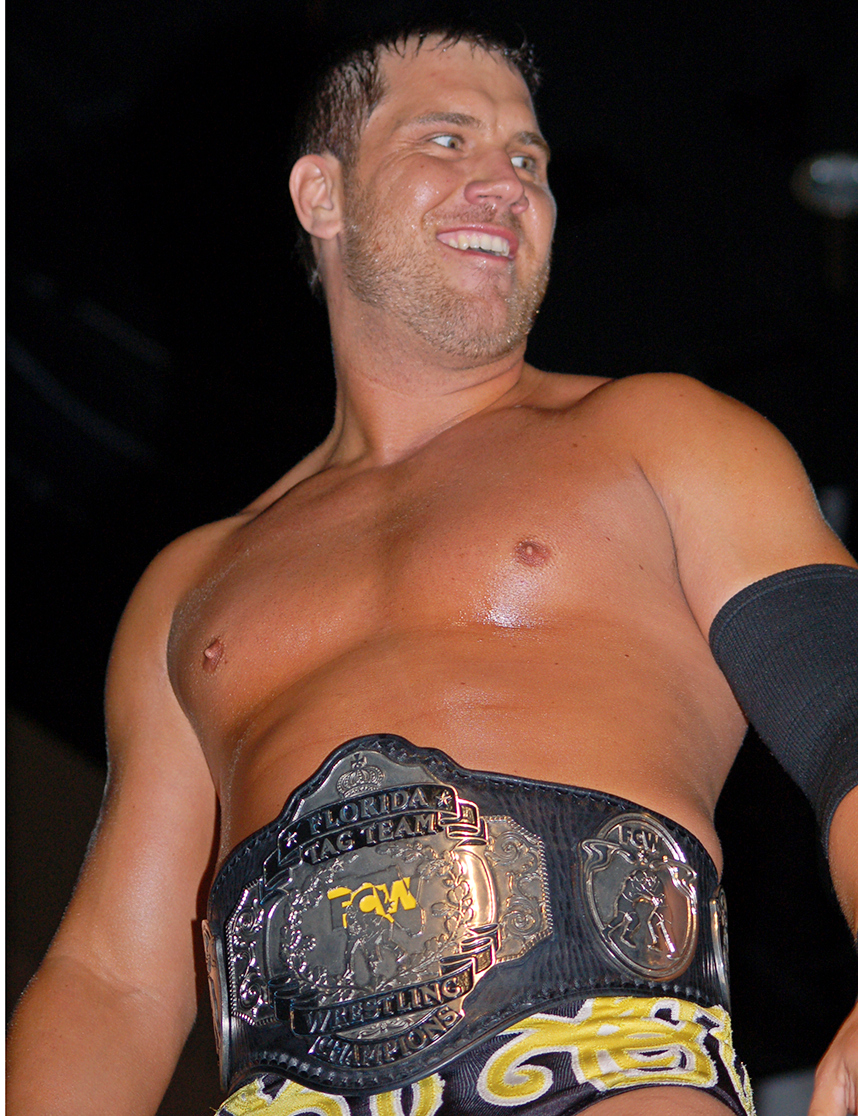
Joe Hennig con el Campeonato en Parejas de Florida de la FCW.

### En parejas
- 3 veces: Puerto Rican Nightmares
- 2 veces: Los Aviadores y Bo & Duke Rotundo/Husky Harris y The Dubebusters

### Individualmente
- 3 veces: Eddie Colón, Eric Pérez y Joe Hennig/Michael McGillicutty
- 2 veces: Nic Nemeth, Trent Barreta, Caylen Croft, Epico, Hunico, Johnny Curtis, Bo Rotundo, Duke Rotundo/Husky Harris, CJ Parker y Brad Maddox.

## Datos interesantes
- Reinado más largo: Tyler Reks & Johnny Curtis, 140 días.
- Reinado más corto: PJ Black & Kris Logan, menos de un día.
- Campeón más viejo: Titus O'Neill, 33 años.
- Campeón más joven: Brett DiBiase, 21 años.
- Campeones más pesados: The Empire, 510 libras (231 kg) combinados.